# Pré-Saint-Martin
Pré-Saint-Martin és un municipi francès, situat al departament de l'Eure i Loir i a la regió de Centre – Vall del Loira. L'any 2007 tenia 158 habitants.

## Demografia

### Població
El 2007 la població de fet de Pré-Saint-Martin era de 158 persones. Hi havia 64 famílies, de les quals 8 eren unipersonals (4 homes vivint sols i 4 dones vivint soles), 32 parelles sense fills, 20 parelles amb fills i 4 famílies monoparentals amb fills.
La població ha evolucionat segons el següent gràfic:
Habitants censats

### Habitatges
El 2007 hi havia 90 habitatges, 63 eren l'habitatge principal de la família, 21 eren segones residències i 7 estaven desocupats. Tots els 90 habitatges eren cases. Dels 63 habitatges principals, 58 estaven ocupats pels seus propietaris, 3 estaven llogats i ocupats pels llogaters i 2 estaven cedits a títol gratuït; 3 tenien dues cambres, 13 en tenien tres, 16 en tenien quatre i 31 en tenien cinc o més. 61 habitatges disposaven pel capbaix d'una plaça de pàrquing. A 28 habitatges hi havia un automòbil i a 33 n'hi havia dos o més.

### Piràmide de població
La piràmide de població per edats i sexe el 2009 era:
| Homes | Edats   | Dones |
| ----- | ------- | ----- |
| 0     | 95 o +  | 1     |
| 0     | 90 a 94 | 1     |
| 2     | 85 a 89 | 0     |
| 0     | 80 a 84 | 2     |
| 6     | 75 a 79 | 3     |
| 3     | 70 a 74 | 5     |
| 6     | 65 a 69 | 6     |
| 4     | 60 a 64 | 4     |
| 1     | 55 a 59 | 4     |
| 2     | 50 a 54 | 4     |
| 5     | 45 a 49 | 5     |
| 9     | 40 a 44 | 7     |
| 7     | 35 a 39 | 4     |
| 4     | 30 a 34 | 8     |
| 0     | 25 a 29 | 1     |
| 3     | 20 a 24 | 2     |
| 4     | 15 a 19 | 2     |
| 9     | 10 a 14 | 3     |
| 2     | 5 a 9   | 2     |
| 5     | 0 a 4   | 3     |

## Economia
El 2007 la població en edat de treballar era de 102 persones, 80 eren actives i 22 eren inactives. De les 80 persones actives 75 estaven ocupades (46 homes i 29 dones) i 5 estaven aturades (1 home i 4 dones). De les 22 persones inactives 7 estaven jubilades, 3 estaven estudiant i 12 estaven classificades com a «altres inactius».

### Ingressos
El 2009 a Pré-Saint-Martin hi havia 66 unitats fiscals que integraven 163 persones, la mediana anual d'ingressos fiscals per persona era de 21.399 €.

### Activitats econòmiques
Dels 4 establiments que hi havia el 2007, 1 era d'una empresa de construcció, 1 d'una empresa de comerç i reparació d'automòbils i 2 d'entitats de l'administració pública.
L'únic servei als particulars que hi havia el 2009 era una autoescola.
L'any 2000 a Pré-Saint-Martin hi havia 11 explotacions agrícoles que ocupaven un total de 384 hectàrees.

## Poblacions més properes
El següent diagrama mostra les poblacions més properes.